# Puebla de Sancho Pérez
Puebla de Sancho Pérez è un comune spagnolo di 2 887 abitanti situato nella comunità autonoma dell'Estremadura.